# Застава Француске Гвајане
Застава Француске Гвајане, француског региона смјештеног у Јужној Америци, је бијеле боје. У средини заставе се налази логотип. Логотип приказује двије мрље — једну плаве боје, унутар које се у горњем десном углу налази жута звијезда петокрака, и једну зелене боје на којој се налази наранџаста фигура у жутом чамцу, испод којег се налазе два стилизована таласа наранџасте боје. Изнад логотипа се налази зелени натпис на француском језику — GUYANE (Гвајана), а испод LA RÉGION (регија).
Покрет за ослобођење Француске Гвајане позива на употребу властите националне заставе.